# Reacción de Reformatski
La reacción de Reformatski (algunas veces escrito reacción de Reformatskii o Reformatsky) es una síntesis orgánica que condensa aldehídos 1 o cetonas con α-halo ésteres 2  en presencia de zinc metálico para formar b-hidróxiésteres de nomenclatura 3. Fue descubierta por el químico ruso Serguéi Nikoláievich Reformatski.

La reacción de Reformatski

El compuesto de organozinc, también llamado enolato de Reformatski, es preparado tratando un α-halo éster con polvo de zinc. Los enolatos de Reformatski son menos reactivos que los enolatos de litio  o que los reactivos de Grignard.
Algunas reseñas han sido publicadas.

## Estructura
Las estructuras cristalinas de los complejos de reactivos de Reformatski, tert-butil bromozincacetato y etil bromozincacetato con tetrahidrofurano (THF) han sido determinadas. 	
La estructura de ambos es dimérica, formando un ciclo de ocho miembros en estado sólido, pero difieren en estereoquímica: el anillo de ocho miembros en el derivado etil adopta una conformación en forma de bote y tiene grupos bromo cis y también ligandos THF cis, mientras en el derivado tert-butil el anillo adopta la conformación silla y los grupos bromo y los ligandos THF se sitúan en trans.
|                              |                                   |
| ethyl bromozincacetate dimer | tert-butyl bromozincacetate dimer |

## Variaciones
En una variación de la reacción de Reformatsky, una lactona se une con un aldehído con trietilborano y con tolueno a 78 °C.

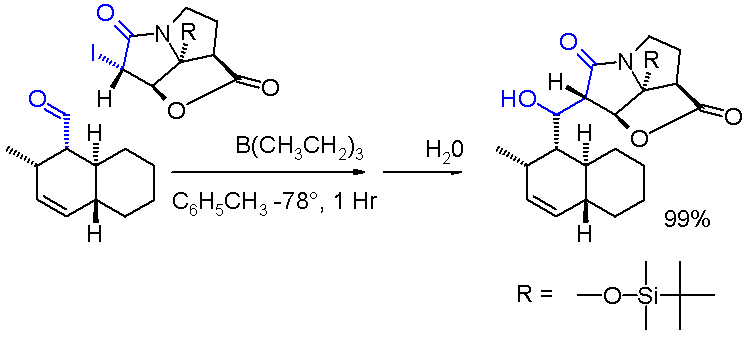
Variación de la reacción de Reformatski ref. Lambert 2006